# Ga Songhyeon
Ga Songhyeon là ga trên Tàu điện ngầm Daegu tuyến 1 ở Dalseo-gu Daegu, Hàn Quốc.

## Số lượng hành khách hằng năm
| 1997 | 1998 | 1999 | 2000          | 2001 | 2002 | 2003 | 2004 | 2005 | 2006 | 2007 | 2008 | 2009 |
| ---- | ---- | ---- | ------------- | ---- | ---- | ---- | ---- | ---- | ---- | ---- | ---- | ---- |
| 3507 | 3881 | 4195 | không công bố | 3932 | 3978 | 2438 | 3592 | 3677 | 4420 | 4145 | 4188 | 4153 |

## Liên kết
- (tiếng Hàn) Trạm thông tin mạng Lưu trữ ngày 12 tháng 9 năm 2014 tại Wayback Machine từ Tổng công ty đường sắt cao tốc đô thị Daegu